# Marcos Sánchez
Marcos Sánchez (* 23. Dezember 1989) ist ein panamaischer Fußballspieler, der für den Tauro FC spielt und in der CONCACAF Champions League und der Copa Centroamericana eingesetzt wurde. 